# ستيلا سوليوتي
ستيلا سوليوتي (13 فبراير 1920-1 نوفمبر 2012) سياسية ومحامية قبرصية.
ولدت في ليماسول، وهي ابنة للمحامي السير بانايوتيس كاكويانيس، وأخت للمخرج السينمائي مايكل كاكويانيس. تعد سوليوتي أول امرأة قبرصية تنضم إلى سلاح الجو الملكي البريطاني خلال الحرب العالمية الثانية, تقاعدت برتبة ملازم، وتلقت تعليمها في قبرص ومصر قبل استدعائها إلى نقابة المحامين كعضو في غرايز إن في عام 1951. عادت إلى قبرص، ومارست المحاماة في مسقط رأسها من عام 1952 حتى عام 1960.
في عام 1961 تم تسليمها دفة الصليب الأحمر في قبرص، حيث أنها قادة المنظمة حتى عام 2004 لمدة 43 عامًا ؛ في فترة الغزو التركي على قبرص في عام 1974، كانت مسؤولة عن تنظيم آلاف المتطوعين، مما أعطاها اعترافا وسمعة دولية. وكانت من أتباع مكاريوس الثالث، وعملت معه بقرب، وفي عام 1960 تم تعيينها وزيرة العدل في قبرص، كأول امرأة في العالم تشغل هذا المنصب. وظلت في هذا المنصب حتى عام 1970، بعد ذلك شغلت منصب وزيرة الصحة من عام 1964 إلى عام 1966، بين عامي 1971 و 1974 كانت أول مفوضة قانونية للجزيرة، ومن عام 1984 إلى عام 1988 شغلت منصب المدعي العام ، كأول امرأة في تاريخ البلاد تشغل هذا المنصب.
من عام 1987 حتى عام 1991 كانت عضوا في المجلس التنفيذي لليونسكو وشغلت العديد من المناصب الفخرية الأخرى في قبرص طوال حياتها المهنية، وفي عامي 1982 و 1983 أمضت بعض الوقت كزميلة زائرة في كلية ولفسون ، كامبريدج ،تزوجت سوليوتي من ديميتريوس سوليوتيس في عام 1949 وتوفيت في ليماسول عن عمر ناهز 92 عامًا 

## روابط خارجية
- أرشيف ستيلا سوليوتي في جامعة قبرص